# Hafenlohr
Hafenlohr er en kommune i Landkreis Main-Spessart i regierungsbezirk Unterfranken i den tyske delstat Bayern. Den er en del af Verwaltungsgemeinschaft Marktheidenfeld.

## Geografi
Hafenlohr ligger i Region Würzburg, ca. 3 km nord for Marktheidenfeld.
I kommunen ligger , ud over Hafenlohr, landsbyerne Windheim, Fürstlich Löwenstein'scher Park.